# Liste der Bundeswehrliegenschaften in Bremen
Die Liste der Bundeswehrliegenschaften in Bremen zeigt alle derzeitigen Liegenschaften, in denen Dienststellen der Bundeswehr im Land Bremen stationiert sind. Verlegungen von Dienststellen zu anderen Standorten, Umbenennung und Auflösungen sowie Schließungen von Liegenschaften bzw. Standorten, sind in Klammern beschrieben. Die Abkürzungen, welche in Klammern hinter der jeweiligen Dienststelle bzw. Teilen von einer solchen aufgeführt sind, kennzeichnen die Zugehörigkeit zur jeweiligen Teilstreitkraft bzw. zum jeweiligen Organisationsbereich und stehen für: Luftwaffe (L), Marine (M), Unterstützungsbereich (UstgBer), Organisationsbereich Personal (P)

## Liegenschaften
- Bremen
  - Scharnhorst-Kaserne
    - Landeskommando Bremen (UstgBer)
    - Jugendoffizier Hansestadt Bremen
    - Heimatschutzkompanie Bremen

  - Dienstgebäude Flughafendamm 40
    - 4. Fliegende Staffel Lufttransportgeschwader 62 (L)

  - Dienstgebäude Flughafendamm 45
    - Flugsicherungssektor Bremen (L)

  - Dienstgebäude Große Sortillienstraße 60
    - Sachgebiet Karriere- und Beratungsbüro Bremen (P)

- Bremerhaven
- Siehe auch: Liste der militärischen Liegenschaften in Bremerhaven
  - Marineschule Bremen
    - Marineoperationsschule (M)
    - Evangelisches Militärpfarramt Bremerhaven
    - Unterstützungspersonal Standortältester Bremen
    - Sanitätsversorgungszentrum Bremerhaven (UstgBer)
    - Werftliegerunterstützungszug Bremerhaven (M)

  - Dienstgebäude Bürgermeister-Smidt-Straße 207
    - Sachgebiet Karriere- und Beratungsbüro Bremerhaven (P)